# Баранцев Костянтин Тимофійович
Бара́нцев Костянтин Тимофійович (21 травня 1916, м. Єнакієве, нині Донецька область — 29 грудня 1970, Київ) — філолог, кандидат філологічних наук, професор (1965). Учасник 2-ї світової війни, бойові нагороди.
Закінчив Харківський педагогічний інститут іноземних мов (1939), де відтоді й працював викладав, 1945—1960 — декан, заступник директора з наукової роботи, завідувач кафедри англійської мови; 1960—1962 — доцент Харківського університету; 1962—1970 — декан, завідувач кафедри лексикології й фонетики англійської мови Київський педагогічний інститут іноземних мов. Наукові дослідження у галузі лексикології та лексикографії.

## Праці
- Курс лексикології сучасної англійської мови: Підруч. 1955;
- Фразеологічний словник англійської мови. 1956;
- Англійські прислів'я та приказки. 1959; 1973;
- Словник синонімів англійської мови. 1964;
- Англо-український фразеологічний словник. 1969 (усі — Київ).